# Hibbertia crinita
Hibbertia crinita är en tvåhjärtbladig växtart som beskrevs av H.R. Toelken. Hibbertia crinita ingår i släktet Hibbertia och familjen Dilleniaceae. Inga underarter finns listade i Catalogue of Life.